# حب الثلج البالميري
حب الثلج البالميري (الاسم العلمي:Symphoricarpos palmeri) هو نوع من النباتات يتبع جنس حب الثلج من الفصيلة المعزية الورق.